# Extreme Dinosaurs - Quattro dinosauri scatenati
(Motto degli Extreme Dinosaurs)
Extreme Dinosaurs - Quattro dinosauri scatenati (Extreme Dinosaurs) è una serie televisiva a cartoni animati prodotta da DIC Entertainment. I personaggi principali sono già apparsi per la prima volta negli ultimi episodi di Street Sharks - Quattro pinne all'orizzonte (della stessa casa di produzione) dov'erano chiamati Dino Vengers (Dino Vendicatori). Tuttavia non vi è alcun collegamento fra questa serie e gli episodi di Street Sharks, per via delle nuove origini dei protagonisti. 
In Italia, la serie ha debuttato su Italia 1 dal 28 marzo 1998 con la sigla omonima cantata da Enzo Draghi. Nel 2022 la serie è stata ritrasmessa su San Marino Tv in versione inglese e successivamente su Contactoons con una nuova sigla italiana cantata da Santo Verduci. Nel CD Contactoons 6, le sigle originali dei cartoni animati è riportato in copertina uno dei protagonisti della serie TV e al suo interno la pedina per il gioco di Contactoons.

## Personaggi

### Extreme Dinosaurs
- T-Bone (Tyrannosaurus rex): il leader del gruppo, il più serio, sempre concentrato sulla missione.
- Stegz (Stegosaurus): lo scienziato del gruppo.
- Bullzeye (Pteranodon): il più giovane e poco maturo del gruppo, in grado di emettere, quando urla, potenti onde sonore.
- Spike (Triceratops): l'esperto di arti marziali e il più impulsivo del gruppo.
- Hardrock (Ankylosaurus): entra nel gruppo più avanti nella storia. Proveniente da un'altra dimensione, è molto amichevole ma anche un ottimo combattente. Il più pacifista e comprensivo del gruppo.

### Raptors
I nemici, la gang dei velociraptor.
- Bad Rap: il leader, di color arancione (viola scuro in Street Sharks - Quattro pinne all'orizzonte) con le strisce e con una specie di apparecchio metallico in bocca che ne potenzia il morso. Il suo obiettivo è trasformare l'atmosfera terrestre per riportarla al Mesozoico.
- Haxx (chiamato Blade in "Street Sharks - Quattro pinne all'orizzonte"): Raptor nero con una coda completamente metallica e con artigli laser color verde che spuntano dai polsi. È il più stupido del gruppo.
- Spittor: un Raptor viola che usa come arma un potente spray corrosivo. Il "cervello" del gruppo che elabora i piani.

## Episodi
1. Il grande sonno (Out of Time)
2. Combustibile fossile (Fossil Fooled)
3. Vacanze in Messico (Ick-Thysaurus Vacation)
4. L'uovo (Inevitable Eggstinction)
5. Monstersaurus Truckadon
6. Saurian Sniffles
7. L'asteroide (Raptoroid)
8. Mission Implausible
9. Poteri straordinari (Bullzeye Surfs The Web)
10. Loch Ness Mess
11. Rebels without a Clue
12. Dialing for Dinosaurs
13. I raptor cibernetici (Cyber-Raptors)
14. Lunar Toons
15. Raptorian Crude
16. Incredible Shrinking Dinosaurs
17. Shink Rap
18. Jurassic Art
19. There's no Place like Dome
20. The Rule Book of love
21. Have a Nice Daynosaur
22. The Dinosaur Prophesy
23. Bones of Contention
24. The Bad Seed
25. The Return of Argor
26. Holiday on Ice
27. Earth vs. the Flying Raptors
28. The Raptor who would be King
29. Il triangolo delle Bermude (Jelousaurus)
30. Day of the Condorsaurus
31. Zucche per zucconi (Night of the Living Pumpkins)
32. Ciak si gira (Lights, Camera, Raptors)
33. A Few Good Dinosaurs
34. Captain Pork
35. Jinxed
36. Enter the Dinosaurs
37. The Weresaur
38. Tiptoe Through the Tulips
39. I gladiatori (Colosso-Dome)
40. Dinosaur Warriors
41. Safari-Saurus
42. Cliff Notes
43. The Mysterious Island of Dr. Monstromo
44. Agent Double O Dinosaurs
45. T-Foot
46. Zogwalla-Con
47. Surfasur's Up
48. Salsafied
49. The Extreme Files
50. Sir Gus and the Dragon
51. Medusasaur
52. A Bone to Pick

## Doppiaggio
| Personaggio      | Doppiatore originale | Doppiatore italiano |
| ---------------- | -------------------- | ------------------- |
| T-Bone           | Scott McNeil         | Riccardo Lombardo   |
| Bullzeye         | Jason Gray-Stanford  | Gianfranco Gamba    |
| Spike            | Cusse Mankuma        | Pino Pirovano       |
| Stegz            | Sam Khouth           | Stefano Albertini   |
| Bad Rap          | Garry Chalk          | Antonio Paiola      |
| Spittor          | Terry Klassen        | Claudio Moneta      |
| Haxx             | Lee Tockar           | Luca Bottale        |
| Cedra            | Louise Vallance      | Elda Olivieri       |
| Dott. ssa Skygon |                      | Marina Thovez       |
| Scordy           |                      | Loredana Nicosia    |
| Lord Wildfield   |                      | Davide Garbolino    |
| Nigel Morehead   |                      | Alfredo Danti       |